# Hellas Verona Football Club 2015-2016
Questa voce raccoglie le informazioni riguardanti l'Hellas Verona Football Club nelle competizioni ufficiali della stagione 2015-2016.

## Stagione
Nel corso dell'estate 2015, la società scaligera rinforza il suo attacco con Pazzini: l'attaccante, che ha trascorso le ultime 3 stagioni al Milan, firma un accordo di 5 anni. Così come nel 2013-14 è l'Hellas Verona ad aprire il campionato, scendendo in campo nel primo anticipo del sabato: la sfida con la Roma finisce 1-1. Nel mese di settembre Toni riporta un infortunio: il capocannoniere dell'ultimo torneo salta 9 gare ritrovando, al rientro, i gialloblù all'ultimo posto in classifica. Proprio un suo gol vale il pari contro il Milan. Dei soli 8 punti conquistati nel girone di andata nessuno deriva da vittorie, facendo registrare un primato negativo.
La formazione ottiene il primo successo alla 23ª giornata, primato in rosso dei tornei con 20 partecipanti. A causa della grave situazione di classifica risulta inutile il 3-1 nel derby mentre pesano in maniera determinante le sconfitte con Carpi e Frosinone, a loro volta parte del terzetto di coda. Al 35º turno la retrocessione è certa, nonostante la vittoria (per 2-1) sui rossoneri: proprio il "Diavolo", nell'agosto 2013, era stato battuto (anche allora col medesimo risultato) dalla squadra che si riaffacciava in A per la prima volta in 11 anni. Seppur ininfluente per il Verona, la partita ha conseguenze per il Milan: i 3 punti persi impediranno infatti ai lombardi di qualificarsi per l'Europa League. L'8 maggio 2016, nel successo contro una Juventus già campione d'Italia, Toni (all'ultima gara da professionista) segna - su rigore - il suo 157º centro in Campionato con cui si congeda dal calcio.

## Divise e sponsor
Lo sponsor tecnico, confermato, per la stagione è Nike, mentre il main sponsor per il campionato è Metano Nord con Leaderform come co-jersey sponsor.
| Casa | Casa (alternativa) | Trasferta | Terza divisa | 1ª div. portiere | 2ª div. portiere | 3ª div. portiere |

## Organigramma societario
Amministrazione
- Presidente: Maurizio Setti
- Direttore generale: Giovanni Gardini
- Responsabile amministrativo: Pierluigi Marzola
- Amministrazione: Eugenio Spiazzi di Corte Regia, Luca Darra

Area sportiva
- Direttore sportivo: Riccardo Bigon
- Responsabile area scouting: Maurizio Micheli
- Coordinatore scouting: Marco Zunino
- International scouting: Leonardo Mantovani
- Segretario sportivo: Simone Marconato
- Team manager: Sandro Mazzola

Organizzazione esecutiva
- Assistente alla direzione generale: Francesco Barresi
- Segreteria: Elena Fraccaroli, Martina De Angelis

Comunicazione e Media
- Responsabile comunicazione: Pietro Pisano
- Addetto stampa: Matteo Viscione
- Ufficio stampa: Alberto Pecchio, Andrea Gruberio

Commerciale
- Direttore commerciale: Marco Sorosina
- Coordinatore commerciale e stadium manager: Simone Salizzoni
- Vendite e sponsorizzazioni: Alessandro Dondin, Manuel Ferretto

Marketing
- Responsabile marketing: Carlotta Robotti
- Ufficio marketing: Francesco Bovolenta, Giuliano Ingrao, Giacomo Rossignoli, Cristian Girardi

Area legale
- Avvocato: Stefano Fanini, Antonella Benedetti, Paolo Pasetto

Biglietteria
- Responsabile biglietteria e informatico: Moris Rigodanze
- Viceresponsabile biglietteria: Nicola Bertaiola

Area tecnica
- Allenatore: Andrea Mandorlini (fino al 30 novembre 2015), poi Luigi Delneri
- Vice allenatore: Diego Bortoluzzi (fino al 30 novembre 2015), poi Francesco Conti
- Preparatori atletici: Mauro Marini (fino al 30 novembre 2015), Luca Alimonta (dal 1º dicembre 2015), Andrea Bellini, Giorgio Panzarasa
- Preparatore dei portieri: Ermes Morini, poi Gaetano Petrelli
- Collaboratori tecnici: Enrico Nicolini (fino al 30 novembre 2015), Maurizio D'Angelo (dal 1º dicembre 2015), Andrea Zanchetta
- Match analyst : Simone Baggio

## Rosa
Rosa e numerazione aggiornate al 31 gennaio 2016.
| N. |                      | Ruolo | Calciatore                        |
| -- | -------------------- | ----- | --------------------------------- |
| 1  | Brasile (bandiera)   | P     | Rafael                            |
| 2  | Italia (bandiera)    | C     | Rômulo                            |
| 3  | Italia (bandiera)    | D     | Eros Pisano                       |
| 4  | Messico (bandiera)   | D     | Rafael Márquez                    |
| 4  | Brasile (bandiera)   | D     | Samir                             |
| 5  | Svezia (bandiera)    | D     | Filip Helander                    |
| 6  | Italia (bandiera)    | D     | Michelangelo Albertazzi           |
| 7  | Serbia (bandiera)    | C     | Boško Janković                    |
| 8  | Italia (bandiera)    | C     | Simon Laner                       |
| 8  | Italia (bandiera)    | C     | Luca Marrone                      |
| 9  | Italia (bandiera)    | A     | Luca Toni (capitano)              |
| 10 | Islanda (bandiera)   | C     | Emil Hallfreðsson                 |
| 11 | Italia (bandiera)    | A     | Giampaolo Pazzini (vice capitano) |
| 12 | Brasile (bandiera)   | D     | Gilberto Moraes Júnior            |
| 13 | Polonia (bandiera)   | C     | Paweł Wszołek                     |
| 14 | Polonia (bandiera)   | C     | Dominik Furman                    |
| 16 | Italia (bandiera)    | A     | Luca Siligardi                    |
| 18 | Grecia (bandiera)    | D     | Vaggelīs Moras                    |
| 19 | Italia (bandiera)    | C     | Leandro Greco                     |
| 20 | Italia (bandiera)    | C     | Mattia Zaccagni                   |
| 21 | Argentina (bandiera) | A     | Juanito Gómez                     |

| N. |                        | Ruolo | Calciatore          |
| -- | ---------------------- | ----- | ------------------- |
| 22 | Italia (bandiera)      | D     | Matteo Bianchetti   |
| 23 | Moldavia (bandiera)    | C     | Artur Ioniță        |
| 24 | Italia (bandiera)      | C     | Federico Viviani    |
| 26 | Italia (bandiera)      | C     | Jacopo Sala         |
| 27 | Brasile (bandiera)     | C     | Matuzalém           |
| 27 | Croazia (bandiera)     | A     | Ante Rebić          |
| 28 | Paesi Bassi (bandiera) | C     | Urby Emanuelson     |
| 32 | Italia (bandiera)      | P     | Enrico Vencato      |
| 35 | Slovacchia (bandiera)  | A     | Ľubomír Tupta       |
| 36 | Italia (bandiera)      | A     | Alberto Tronco      |
| 37 | Italia (bandiera)      | P     | Ferdinando Coppola  |
| 38 | Italia (bandiera)      | C     | Alessandro Speri    |
| 39 | Italia (bandiera)      | D     | Davide Riccardi     |
| 40 | Italia (bandiera)      | D     | Andrea Badan        |
| 41 | Brasile (bandiera)     | D     | Cláudio Winck       |
| 69 | Francia (bandiera)     | D     | Samuel Souprayen    |
| 74 | Italia (bandiera)      | C     | Nicola Guglielmelli |
| 88 | Italia (bandiera)      | P     | Richard Marcone     |
| 93 | Algeria (bandiera)     | A     | Mohamed Fares       |
| 95 | Italia (bandiera)      | P     | Pierluigi Gollini   |
| 97 | Italia (bandiera)      | C     | Luca Checchin       |

## Calciomercato

### Sessione estiva(dal 1/7 al 31/8)
| Acquisti | Acquisti                  | Acquisti       | Acquisti                                          |
| R.       | Nome                      | da             | Modalità                                          |
| -------- | ------------------------- | -------------- | ------------------------------------------------- |
| P        | Ferdinando Coppola        | Bologna        | svincolato                                        |
| P        | Nícolas                   | Lanciano       | fine prestito                                     |
| D        | Michelangelo Albertazzi   | Milan          | definitivo                                        |
| D        | Ivano Baldanzeddu         | Virtus Entella | fine prestito                                     |
| D        | Gino Ballarini            | Pro Piacenza   | fine prestito                                     |
| D        | Matteo Bianchetti         | Inter          | riscatto comproprietà                             |
| D        | Matteo Franchetti         | Genoa          | definitivo                                        |
| D        | Alejandro Damián González | Cagliari       | fine prestito                                     |
| D        | Filip Helander            | Malmö FF       | definitivo                                        |
| D        | Harallamb Qaqi            | Barletta       | fine prestito                                     |
| D        | Hysen Memolla             | Martina        | fine prestito                                     |
| D        | Samuel Souprayen          | Digione        | definitivo                                        |
| D        | Cláudio Winck             | Internacional  | prestito con diritto di riscatto                  |
| D        | Francesco Zampano         | Pescara        | fine prestito                                     |
| C        | Pasquale De Vita          | Monza          | fine prestito                                     |
| C        | Simone Calvano            | Pistoiese      | fine prestito                                     |
| C        | Luca Checchin             | Alessandria    | riscatto comproprietà                             |
| C        | Gennaro Esposito          | Venezia        | fine prestito                                     |
| C        | Simon Laner               | Carpi          | fine prestito                                     |
| C        | Paolo Grossi              | Lanciano       | fine prestito                                     |
| C        | Francelino Matuzalém      | Bologna        | svincolato                                        |
| C        | Rômulo                    | Juventus       | fine prestito                                     |
| C        | Mattia Spezzani           | Melfi          | fine prestito                                     |
| C        | Federico Viviani          | Roma           | definitivo                                        |
| C        | Paweł Wszołek             | Sampdoria      | prestito con diritto di riscatto e controriscatto |
| C        | Mattia Zaccagni           | Venezia        | fine prestito                                     |
| A        | Alessandro Gatto          | Pordenone      | fine prestito                                     |
| A        | Salvatore Lancia          | Reggina        | svincolato                                        |
| A        | Nenê                      | Spezia         | fine prestito                                     |
| A        | Giampaolo Pazzini         | Milan          | svincolato                                        |
| A        | Michael Rabušic           | Crotone        | fine prestito                                     |
| A        | Riccardo Ravasi           | Pordenone      | fine prestito                                     |
| A        | Amadou Samb               | Floriana       | fine prestito                                     |
| A        | Luca Siligardi            | Livorno        | definitivo                                        |
| A        | David Speziale            | Pro Piacenza   | fine prestito                                     |
| A        | Alberto Tronco            | Fiorentina     | prestito con diritto di riscatto                  |
| A        | Ľubomír Tupta             | Catania        | prestito con diritto di riscatto                  |

| Cessioni | Cessioni                   | Cessioni         | Cessioni                                          |
| R.       | Nome                       | a                | Modalità                                          |
| -------- | -------------------------- | ---------------- | ------------------------------------------------- |
| P        | Francesco Benussi          | Carpi            | svincolato                                        |
| P        | Lorenzo Ferrari            | Rimini           | prestito                                          |
| P        | Nícolas                    | Trapani          | prestito con diritto di riscatto e controriscatto |
| D        | Alessandro Agostini        |                  | svincolato                                        |
| D        | Ivano Baldanzeddu          |                  | svincolato                                        |
| D        | Davide Brivio              | Atalanta         | fine prestito                                     |
| D        | Filippo Boni               | Prato            | prestito                                          |
| D        | Simone Calvano             | Teramo           | prestito con diritto di riscatto                  |
| D        | Alejandro Damián González  | Ternana          | prestito                                          |
| D        | Harallamb Qaqi             | Partizani Tirana | prestito                                          |
| D        | Rafael Marques             | Coritiba         | svincolato                                        |
| D        | Ivan Martić                | Spezia           | definitivo                                        |
| D        | Hysen Memolla              | Koper            | prestito                                          |
| D        | Guillermo Rodríguez        |                  | svincolato                                        |
| D        | Frederik Sørensen          | Juventus         | fine prestito                                     |
| D        | Francesco Zampano          | Pescara          | definitivo                                        |
| C        | Oscar Arzamendia           |                  | svincolato                                        |
| C        | Gustavo Campanharo         | Bragantino       | fine prestito                                     |
| C        | Lazaros Christodoulopoulos | Sampdoria        | prestito con diritto di riscatto e controriscatto |
| C        | Pasquale De Vita           | Trapani          | definitivo                                        |
| C        | Gennaro Esposito           |                  | svincolato                                        |
| C        | Paolo Grossi               |                  | svincolato                                        |
| C        | Jorginho                   | Napoli           | risoluzione comproprietà                          |
| C        | Simon Laner                | Chiasso          | prestito con diritto di riscatto                  |
| C        | Mounir Obbadi              | Monaco           | fine prestito                                     |
| C        | Alimeyaw Salifù            | Latina           | prestito con diritto di riscatto e controriscatto |
| C        | Panagiōtīs Tachtsidīs      | Genoa            | fine prestito                                     |
| C        | Mattia Valoti              | Pescara          | prestito con diritto di riscatto e controriscatto |
| A        | Fabio Alba                 |                  | svincolato                                        |
| A        | Lorenzo Andriuoli          | Genoa            | definitivo                                        |
| A        | Enrico Bearzotti           | Padova           | prestito                                          |
| A        | Pierluigi Cappelluzzo      | Pescara          | prestito con diritto di riscatto e controriscatto |
| A        | Fernandinho                | Grêmio           | fine prestito                                     |
| A        | Alessandro Gatto           | Juve Stabia      | prestito                                          |
| A        | Nicolás López              | Udinese          | fine prestito                                     |
| A        | Nenê                       | Spezia           | definitivo                                        |
| A        | Michael Rabušic            | Slovan Liberec   | prestito                                          |
| A        | Amadou Samb                | Floriana         | definitivo                                        |
| A        | Javier Saviola             | River Plate      | svincolato                                        |
| A        | David Speziale             | Pistoiese        | prestito                                          |
| A        | Ernesto Torregrossa        | Trapani          | prestito                                          |

### Sessione invernale(dal 4/1 al 1/2)
| Acquisti | Acquisti        | Acquisti          | Acquisti                         |
| R.       | Nome            | da                | Modalità                         |
| -------- | --------------- | ----------------- | -------------------------------- |
| P        | Richard Marcone | Trapani           | prestito                         |
| D        | Samir           | Granada           | prestito                         |
| D        | Gilberto        | Fiorentina        | prestito                         |
| C        | Urby Emanuelson |                   | svincolato                       |
| C        | Dominik Furman  | Tolosa            | prestito con diritto di riscatto |
| C        | Luca Marrone    | Juventus          | prestito                         |
| C        | Simon Stefanec  | Slovan Bratislava | prestito con diritto di riscatto |
| C        | Mattia Valoti   | Pescara           | fine prestito                    |
| A        | Ante Rebić      | Fiorentina        | prestito                         |

| Cessioni | Cessioni          | Cessioni          | Cessioni                                         |
| R.       | Nome              | a                 | Modalità                                         |
| -------- | ----------------- | ----------------- | ------------------------------------------------ |
| P        | Rafael            | Cagliari          | prestito con diritto di opzione                  |
| D        | Rafael Márquez    | Atlas             | definitivo (0 €)                                 |
| C        | Simone Calvano    | Tuttocuoio        | prestito                                         |
| C        | Emil Hallfreðsson | Udinese           | definitivo (1 milione €)                         |
| C        | Matuzalém         | Miami FC          | svincolato                                       |
| C        | Jacopo Sala       | Sampdoria         | prestito con obbligo di riscatto (5 milioni €)   |
| C        | Mattia Spezzani   | Ischia Isolaverde | svincolato                                       |
| C        | Mattia Valoti     | Livorno           | prestito                                         |
| C        | Mattia Zaccagni   | Cittadella        | prestito con diritto di opzione e contro opzione |

## Risultati

### Serie A

#### Girone di andata
| Arbitro: | Guida (Torre Annunziata) |

|              |           |              |
| Janković 61’ | Marcatori | 66’ Florenzi |

| Arbitro: | Orsato (Schio) |

|                         |           |  |
| Pavoletti 57’ Gakpé 76’ | Marcatori |  |

| Arbitro: | Irrati (Pistoia) |

|                                   |           |                        |
| Toni 49’ (rig.) Juanito Gómez 72’ | Marcatori | 66’ Baselli 73’ Acquah |

| Arbitro: | Maresca (Napoli) |

|                  |           |              |
| Maxi Morález 89’ | Marcatori | 90+7’ Pisano |

| Arbitro: | Russo (Nola) |

|          |           |  |
| Melo 56’ | Marcatori |  |

| Arbitro: | Giacomelli (Trieste) |

|              |           |                              |
| Helander 33’ | Marcatori | 63’ (rig.) Biglia 86’ Parolo |

| Arbitro: | Doveri (Roma) |

|            |           |            |
| Castro 83’ | Marcatori | 70’ Pisano |

| Arbitro: | Gavillucci (Latina) |

|                    |           |             |
| Pazzini 41’ (rig.) | Marcatori | 84’ Théréau |

| Arbitro: | Mariani (Aprilia) |

|                                                 |           |            |
| Muriel 11’ Zukanović 28’ Soriano 45+1’ Éder 54’ | Marcatori | 75’ Ioniță |

| Arbitro: | Valeri (Roma) |

|  |           |                                |
|  | Marcatori | 25’ (aut.) Márquez 57’ Kalinić |

| Modena 1º novembre 2015, ore 15:00 CET 11ª giornata | Carpi               | 0 – 0 referto | Verona | Stadio Alberto Braglia (7 093 spett.)\| Arbitro: \| Mazzoleni (Bergamo) \| |
| Arbitro:                                            | Mazzoleni (Bergamo) |               |        |                                                                            |

| Arbitro: | Orsato (Schio) |

|  |           |                           |
|  | Marcatori | 6’ Giaccherini 14’ Donsah |

| Arbitro: | Damato (Barletta) |

|  |           |                         |
|  | Marcatori | 67’ Insigne 74’ Higuaín |

| Arbitro: | Rizzoli (Bologna) |

|                                        |           |                       |
| D. Ciofani 22’ (rig.), 40’ Dionisi 48’ | Marcatori | 69’ Viviani 75’ Moras |

| Arbitro: | Tagliavento (Terni) |

|  |           |           |
|  | Marcatori | 61’ Costa |

| Arbitro: | Valeri (Roma) |

|           |           |                 |
| Bacca 52’ | Marcatori | 57’ (rig.) Toni |

| Arbitro: | Guida (Torre Annunziata) |

|          |           |              |
| Toni 39’ | Marcatori | 35’ Floccari |

| Arbitro: | Calvarese (Teramo) |

|                                |           |  |
| Dybala 8’ Bonucci 45’ Zaza 82’ | Marcatori |  |

| Arbitro: | Banti (Livorno) |

|  |           |             |
|  | Marcatori | 27’ Vázquez |

#### Girone di ritorno
| Arbitro: | Massa (Imperia) |

|                |           |                    |
| Nainggolan 41’ | Marcatori | 61’ (rig.) Pazzini |

| Arbitro: | Rocchi (Firenze) |

|             |           |                    |
| Pazzini 39’ | Marcatori | 19’ (aut.) Coppola |

| Torino 31 gennaio 2016, ore 15:00 CET 22ª giornata | Torino            | 0 – 0 referto | Verona | Stadio Olimpico (15 838 spett.)\| Arbitro: \| Mariani (Aprilia) \| |
| Arbitro:                                           | Mariani (Aprilia) |               |        |                                                                    |

| Arbitro: | Di Bello (Brindisi) |

|                           |           |              |
| Siligardi 42’ Pazzini 83’ | Marcatori | 30’ A. Conti |

| Arbitro: | Giacomelli (Trieste) |

|                                    |           |                                   |
| Helander 13’ Pisano 16’ Ioniță 57’ | Marcatori | 8’ Murillo 61’ Icardi 78’ Perišić |

| Arbitro: | Gervasoni (Mantova) |

|                                                                       |           |                    |
| Matri 45’ Mauri 50’ Felipe Anderson 69’ Keita 82’ Candreva 90’ (rig.) | Marcatori | 72’ Greco 79’ Toni |

| Arbitro: | Guida (Torre Annunziata) |

|                                   |           |                       |
| Toni 29’ Pazzini 57’ Ioniță 90+5’ | Marcatori | 71’ (rig.) Pellissier |

| Arbitro: | Doveri (Roma) |

|                      |           |  |
| Badu 31’ Théréau 56’ | Marcatori |  |

| Arbitro: | Cervellera (Taranto) |

|  |           |                                               |
|  | Marcatori | 6’ Soriano 11’ Cassano 30’ Christodoulopoulos |

| Arbitro: | Gavillucci (Latina) |

|            |           |            |
| Zárate 40’ | Marcatori | 86’ Pisano |

| Arbitro: | Russo (Nola) |

|            |           |                           |
| Ioniță 63’ | Marcatori | 42’ Di Gaudio 67’ Lasagna |

| Arbitro: | Ghersini (Genova) |

|  |           |           |
|  | Marcatori | 42’ Samir |

| Arbitro: | Celi (Bari) |

|                                              |           |  |
| Gabbiadini 43’ L. Insigne 45+2’ Callejón 70’ | Marcatori |  |

| Arbitro: | Doveri (Roma) |

|                |           |                          |
| Bianchetti 64’ | Marcatori | 15’ A. Russo 90+2’ Frara |

| Arbitro: | Serra (Torino) |

|               |           |  |
| Maccarone 51’ | Marcatori |  |

| Arbitro: | Di Bello (Brindisi) |

|                                    |           |           |
| Pazzini 72’ (rig.) Siligardi 90+5’ | Marcatori | 21’ Ménez |

| Arbitro: | Gavillucci (Latina) |

|                |           |  |
| Pellegrini 58’ | Marcatori |  |

| Arbitro: | Maresca (Napoli) |

|                             |           |                     |
| Toni 43’ (rig.) Viviani 55’ | Marcatori | 90+4’ (rig.) Dybala |

| Arbitro: | Irrati (Pistoia) |

|                                       |           |                        |
| Vazquez 28’ Maresca 51’ Gilardino 64’ | Marcatori | 48’ Viviani 84’ Pisano |

### Coppa Italia

#### Turni preliminari
| Arbitro: | Pasqua (Tivoli) |

|                                        |           |              |
| Hallfreðsson 23’ Toni 61’ Janković 79’ | Marcatori | 18’ Loiacono |

| Arbitro: | Abbattista (Molfetta) |

|             |           |  |
| Winck 90+1’ | Marcatori |  |

#### Fase finale
| Arbitro: | Irrati (Pistoia) |

|                                         |           |  |
| El Kaddouri 4’ Mertens 12’ Callejón 75’ | Marcatori |  |

## Statistiche

### Statistiche di squadra
Statistiche aggiornate al 15 maggio 2016.
| Competizione | Punti | In casa | In casa | In casa | In casa | In casa | In casa | In trasferta | In trasferta | In trasferta | In trasferta | In trasferta | In trasferta | Totale | Totale | Totale | Totale | Totale | Totale | D.R. |
| Competizione | Punti | G       | V       | N       | P       | Gf      | Gs      | G            | V            | N            | P            | Gf           | Gs           | G      | V      | N      | P      | Gf     | Gs     | D.R. |
| ------------ | ----- | ------- | ------- | ------- | ------- | ------- | ------- | ------------ | ------------ | ------------ | ------------ | ------------ | ------------ | ------ | ------ | ------ | ------ | ------ | ------ | ---- |
| Serie A      | 28    | 19      | 4       | 6       | 9       | 21      | 30      | 19           | 1            | 6            | 12           | 13           | 33           | 38     | 5      | 13     | 20     | 34     | 63     | -29  |
| Coppa Italia | -     | 2       | 2       | 0       | 0       | 4       | 1       | 1            | 0            | 0            | 1            | 0            | 3            | 3      | 2      | 0      | 1      | 4      | 4      | 0    |
| Totale       | 28    | 21      | 6       | 6       | 9       | 25      | 31      | 20           | 1            | 6            | 13           | 13           | 36           | 41     | 6      | 13     | 21     | 38     | 67     | -29  |

### Andamento in campionato
| Giornata  | 1  | 2  | 3  | 4  | 5  | 6  | 7  | 8  | 9  | 10 | 11 | 12 | 13 | 14 | 15 | 16 | 17 | 18 | 19 | 20 | 21 | 22 | 23 | 24 | 25 | 26 | 27 | 28 | 29 | 30 | 31 | 32 | 33 | 34 | 35 | 36 | 37 | 38 |
| --------- | -- | -- | -- | -- | -- | -- | -- | -- | -- | -- | -- | -- | -- | -- | -- | -- | -- | -- | -- | -- | -- | -- | -- | -- | -- | -- | -- | -- | -- | -- | -- | -- | -- | -- | -- | -- | -- | -- |
| Luogo     | C  | T  | C  | T  | T  | C  | T  | C  | T  | C  | T  | C  | C  | T  | C  | T  | C  | T  | C  | T  | C  | T  | C  | C  | T  | C  | T  | C  | T  | C  | T  | T  | C  | T  | C  | T  | C  | T  |
| Risultato | N  | P  | N  | N  | P  | P  | N  | N  | P  | P  | N  | P  | P  | P  | P  | N  | N  | P  | P  | N  | N  | N  | V  | N  | P  | V  | P  | P  | N  | P  | V  | P  | P  | P  | V  | P  | V  | P  |
| Posizione | 10 | 15 | 15 | 15 | 15 | 17 | 18 | 18 | 19 | 19 | 19 | 19 | 19 | 20 | 20 | 20 | 20 | 20 | 20 | 20 | 20 | 20 | 20 | 20 | 20 | 20 | 20 | 20 | 20 | 20 | 20 | 20 | 20 | 20 | 20 | 20 | 20 | 20 |

Fonte:  Serie A – Classifiche, su sport.sky.it, Sky Sport. URL consultato il 28 luglio 2015 (archiviato dall'url originale l'11 settembre 2014).
Legenda:

Luogo: C = Casa; T = Trasferta. Risultato: V = Vittoria; N = Pareggio; P = Sconfitta.

### Statistiche dei giocatori
Sono in corsivo i calciatori che hanno lasciato la società a stagione in corso.
| Giocatore       | Serie A  | Serie A | Serie A     | Serie A    | Coppa Italia | Coppa Italia | Coppa Italia | Coppa Italia | Totale   | Totale | Totale      | Totale     |
| Giocatore       | Presenze | Reti    | Ammonizioni | Espulsioni | Presenze     | Reti         | Ammonizioni  | Espulsioni   | Presenze | Reti   | Ammonizioni | Espulsioni |
| --------------- | -------- | ------- | ----------- | ---------- | ------------ | ------------ | ------------ | ------------ | -------- | ------ | ----------- | ---------- |
| M. Albertazzi   | 11       | 0       | 3           | 0          | 0            | 0            | 0            | 0            | 11       | 0      | 3           | 0          |
| A. Badan        | 0        | 0       | 0           | 0          | 1            | 0            | 0            | 0            | 1        | 0      | 0           | 0          |
| M. Bianchetti   | 23       | 1       | 4           | 0          | 2            | 0            | 0            | 0            | 25       | 1      | 4           | 0          |
| L. Checchin     | 4        | 0       | 1           | 0          | 2            | 0            | 0            | 0            | 6        | 0      | 1           | 0          |
| F. Coppola      | 1        | -1      | 0           | 0          | 1            | -3           | 0            | 0            | 2        | -4     | 0           | 0          |
| U. Emanuelson   | 11       | 0       | 0           | 0          | -            | -            | -            | -            | 11       | 0      | 0           | 0          |
| M. Fares        | 11       | 0       | 2           | 0          | 1            | 0            | 0            | 0            | 12       | 0      | 2           | 0          |
| D. Furman       | 1        | 0       | 0           | 0          | -            | -            | -            | -            | 1        | 0      | 0           | 0          |
| Gilberto        | 5        | 0       | 1           | 0          | -            | -            | -            | -            | 5        | 0      | 1           | 0          |
| P. Gollini      | 26       | -44     | 2           | 0          | 1            | 0            | 0            | 0            | 27       | -44    | 2           | 0          |
| J. Gómez        | 33       | 1       | 3           | 0          | 1            | 0            | 0            | 0            | 34       | 1      | 3           | 0          |
| L. Greco        | 26       | 1       | 7           | 0          | 2            | 0            | 0            | 0            | 28       | 1      | 7           | 0          |
| N. Guglielmelli | 0        | 0       | 0           | 0          | 0            | 0            | 0            | 0            | 0        | 0      | 0           | 0          |
| E. Hallfreðsson | 16       | 0       | 8           | 0          | 3            | 1            | 0            | 0            | 19       | 1      | 8           | 0          |
| F. Helander     | 24       | 2       | 4           | 0          | 2            | 0            | 0            | 0            | 26       | 2      | 4           | 0          |
| A. Ioniță       | 31       | 4       | 1           | 0          | 1            | 0            | 0            | 0            | 32       | 4      | 1           | 0          |
| B. Janković     | 15       | 1       | 5           | 1          | 3            | 1            | 0            | 0            | 18       | 2      | 5           | 1          |
| S. Laner        | 0        | 0       | 0           | 0          | 0            | 0            | 0            | 0            | 0        | 0      | 0           | 0          |
| R. Marcone      | 0        | 0       | 0           | 0          | -            | -            | -            | -            | 0        | 0      | 0           | 0          |
| R. Márquez      | 9        | 0       | 3           | 0          | 1            | 0            | 0            | 0            | 10       | 0      | 3           | 0          |
| L. Marrone      | 12       | 0       | 3           | 0          | -            | -            | -            | -            | 12       | 0      | 3           | 0          |
| F. Matuzalém    | 7        | 0       | 1           | 0          | -            | -            | -            | -            | 7        | 0      | 1           | 0          |
| V. Moras        | 31       | 1       | 6           | 1          | 2            | 0            | 1            | 0            | 33       | 1      | 7           | 1          |
| G. Pazzini      | 30       | 6       | 5           | 0          | 1            | 0            | 1            | 0            | 31       | 6      | 6           | 0          |
| E. Pisano       | 34       | 5       | 7           | 0          | 3            | 0            | 0            | 0            | 37       | 5      | 7           | 0          |
| Rafael          | 12       | -18     | 0           | 1          | 1            | -1           | 0            | 0            | 13       | -19    | 0           | 1          |
| A. Rebić        | 10       | 0       | 2           | 1          | -            | -            | -            | -            | 10       | 0      | 2           | 1          |
| D. Riccardi     | 0        | 0       | 0           | 0          | 0            | 0            | 0            | 0            | 0        | 0      | 0           | 0          |
| Rômulo          | 9        | 0       | 0           | 0          | 1            | 0            | 0            | 0            | 10       | 0      | 0           | 0          |
| J. Sala         | 18       | 0       | 6           | 0          | 1            | 0            | 1            | 0            | 19       | 0      | 7           | 0          |
| Samir           | 3        | 1       | 1           | 0          | -            | -            | -            | -            | 3        | 1      | 1           | 0          |
| L. Siligardi    | 28       | 2       | 1           | 0          | 2            | 0            | 0            | 0            | 30       | 2      | 1           | 0          |
| S. Souprayen    | 20       | 0       | 5           | 1          | 2            | 0            | 1            | 0            | 22       | 0      | 6           | 1          |
| A. Speri        | 0        | 0       | 0           | 0          | -            | -            | -            | -            | 0        | 0      | 0           | 0          |
| L. Toni         | 23       | 6       | 3           | 0          | 2            | 1            | 0            | 0            | 25       | 7      | 3           | 0          |
| A. Tronco       | -        | -       | -           | -          | 0            | 0            | 0            | 0            | 0        | 0      | 0           | 0          |
| L. Tupta        | 0        | 0       | 0           | 0          | 1            | 0            | 0            | 0            | 1        | 0      | 0           | 0          |
| E. Vencato      | 0        | 0       | 0           | 0          | 0            | 0            | 0            | 0            | 0        | 0      | 0           | 0          |
| F. Viviani      | 19       | 3       | 6           | 1          | 1            | 0            | 0            | 0            | 20       | 3      | 6           | 1          |
| C. Winck        | 0        | 0       | 0           | 0          | 2            | 1            | 1            | 0            | 2        | 1      | 1           | 0          |
| P. Wszołek      | 26       | 0       | 4           | 1          | 1            | 0            | 0            | 0            | 27       | 0      | 4           | 1          |
| M. Zaccagni     | 3        | 0       | 0           | 0          | 1            | 0            | 0            | 0            | 4        | 0      | 0           | 0          |